# LWS (плавающий тягач)
LWS (нем. Land-Wasser-Schlepper) — немецкий транспортный тягач-амфибия времён Второй мировой войны.

## Разработка и эксплуатация
Разработка LWS началась в 1935 году по заказу Управления вооружений сухопутных сил для инженеров вермахта в качестве машины-амфибии. Первые 7 машин были выпущены к июлю 1940 года, вторая партия из 14 машин была собрана к марту 1941 года. Разработкой машины занималась компания Rheinmetall-Borsig (Дюссельдорф). Поскольку в машине было мало внутреннего пространства и недоставало удобства посадки-высадки, то к ней были выпущены специальные 10-ти и 20-ти тонные плавающие прицепы. Машина могла перевозить двух членов экипажа и 20 пассажиров. Отсутствие бронирования не позволяло эффективно использовать машину в районах боевых действий.
В 1942 году на смену LWS пришла модификация Panzerfahre (PzF), имевшая принципиально другое устройство. Эта машина на базе шасси PzKpfw IV имела бронированную водительскую кабину. В 1942 году было построено два прототипа. К середине 1943 года программу окончательно закрыли.
Первые LWS планировалось использовать в операции «Морской лев». Вплоть до мая 1945 года LWS использовались в СССР и в Северной Африке.

## Описание конструкции

### Броневой корпус
Корпус машины был изготовлен из стальных листов. Его носовая часть имела несколько заостренную форму и гладкое днище. Часть листов корпуса, особенно нижний носовой лист, были усилены ребрами жесткости (выштамповками).

### Двигатель
На машину устанавливался бензиновый V-образный двенадцатицилинидровый двигатель Maybach HL120, который при передвижении по суше развивал  развивал скорость в 67 км/час а по воде до 12 км/ч. Также машина имела два гребных винта и рули.

### Трансмиссия
Трансмиссия имела две пары сблокированных по парно катков и по 4 поддерживающих катка на каждом борту

## Технические характеристики
- Грузоподъёмность 1500 кг
- Ширина гусениц 310 мм
- Скорость по воде до 12,5 км/ч